# 萨尔德亚纳
萨尔德亚纳，是西班牙卡斯蒂利亚-莱昂萨拉曼卡省的一个市镇。 总面积21平方公里，总人口163人（2001年），人口密度8人/平方公里。